# Зинон (Иараджули)
Архиепископ Зинон (груз. ზენონი, в миру Имеда Шотаевич Иараджули, груз. იმედა შოთას ძე იარაჯული; 17 мая 1972, Тбилиси) — епископ Грузинской православной церкви, архиепископ Дманисский и Агарак-Таширский, управляющий Великобританской и Ирландской епархией.

## Биография
В 1979—1989 годы обучался в средней школе.
В 1989 году поступил в Тбилисскую духовную семинарию, которую окончил в 1992 году.
14 августа 1993 году епископом Сухумским и Абхазским Даниилом (Датуашвили) пострижен в монашество с именем Зинон. 19 августа того же года был рукоположён во иеродиакона, а 25 октября — во иеромонаха.
10 ноября 1994 года был возведён в сан игумена достоинство и назначен рекотором Сигнахского духовного училища.
1 ноября 1995 года назначен проректором Тбилисских духовных семинарии и академии. Пробыл в должности до 1996 года.
В 1996—1997 годы обучался в Римском Восточном институте.
14 марта 1998 года назначен секретарём Католикоса-Патриарха всея Грузии.
Между 1998 и 2002 годом являлся председателем Финансово-экономического Отдела Грузинской Патриархии.
В 2000—2002 годы — настоятель в Тбилисском Отце-Давидовском храме.
16 июня 2001 года возведён в сан архимандрита и назначен помощником настоятеля кафедрального собора Светицховели. В 2002—2003 годах — настоятель Мцхетского кафедрального собора Светицховели.
18 августа 2003 года решением Священного Синода Грузинской Православной Церкви избран епископом вновь учреждённой Дманисской епархии.
6 февраля 2006 года Священный Синод Грузинской Церкви постановил восстановить древнюю Агаракскую и Таширскую кафедру и подчинить её епископу Зинону, изменив его титул на Дманисского и Агарак-Таширского. Учреждение этой кафедры, расположенной на севере Армении, вызвало неприятие Армянской Апостольской Церкви.
25 декабря 2007 года епископ Зинон был награждён Орденом святого Георгия.
23 декабря 2009 года Священный Синод также определил его управляющим новоучреждённой Великобританской и Ирландской епархией.
6 февраля 2011 года возведён в сан архиепископа.
В декабре 2018 года архиепископ Зенон высказался о поддержке Православной Церкви Украины: «Почему Автокефалия Украинской церкви становится трагедией для добросовестных священнослужителей? <…> Народ хочет, чтобы его первоиерарх возглавлял независимую церковь. Какое словоблудие о незаконности этого больше Божественной справедливости этого?».
В январе 2022 года написал письмо Патриарху Александрийскому Феодору II, где сказал, что «меня очень огорчила событие, когда 29 декабря 2021 года Русская Православная Церковь приняла вопиющее решение основать собственную „экзархию“ на территории славного Святого и Апостольского Александрийского патриархата и всей Африки. Лично я понимаю Вашу обеспокоенность, поскольку подобное решение было принято 15 октября 2021 года Москвой о создании Ереванско-Армянской епархии. Управлять этой вновь созданной епархией они назначили архиепископа Леонида (Горбачёва), того самого архиепископа, которого намерены отправить на благословенный Африканский континент. Как я уже упоминал, моя епархия охватывает Агарак-Ташир (Ахтала), это 1600-летняя епархия в районе Северной Армении. Исторически, когда Московского патриархата ещё не существовало, современной северной частью Армении руководили епископы Католикосату Грузии <...> Я хотел бы выразить свою солидарность и молитвы за вызовы, с которыми вы сталкиваетесь сейчас, в ответ я также хотел бы попросить вашей поддержки и молитв. Помолимся за русских братьев-епископов, чтобы Святой Дух утвердил в них доброе зерно мира и освободил Церковь от последствий империалистической идеологии».
Архиепископа Зинона вызвали в Грузинскую патриархию 26 сентября 2022 года, он отложил свой отъезд до 10 ноября, но в итоге так и не прибыл. 16 ноября 2022 года отстранён от управления Великобританской и Ирландской епархией.